# Chalidschi (Währung)
Der Chalidschi (arabisch خليجي, DMG ḫalīǧī) sollte auf Beschluss der Mitglieder des Golf-Kooperationsrats ab 2010 die offizielle Währung auf der Arabischen Halbinsel werden. Um dieses Projekt zu realisieren, wurde das Gulf Monetary Council gegründet.
Die Einführung musste verschoben werden. Außerdem haben sich Oman und die Vereinigten Arabischen Emirate von dem Projekt einer Gemeinschaftswährung vorerst zurückgezogen, so dass derzeit (Stand 2017) nur noch Bahrain, Katar, Kuwait und Saudi-Arabien das Projekt treiben.
Die Zentralbank soll ihren Sitz in Riad haben.

## Einführung
Bahrain, Katar, Kuwait und Saudi-Arabien hatten im Jahr 2009 einen Vertrag über eine Währungsunion unterzeichnet.
Als neuer Termin für die Einführung wurde 2013 angestrebt. Am 1. Dezember 2013 wurde überraschend die Einführung der Gemeinschaftswährung ab Ende Dezember angekündigt. Die gemeinsame Währung von Bahrain, Kuwait, Katar und Saudi-Arabien sollte an den US-Dollar gekoppelt werden. Oman und die VAE wollten diesen Schritt zu diesem Zeitpunkt noch nicht mitmachen.
Am 3. Dezember wurde die Pressemeldung vom Gulf Monetary Council widerrufen.
Es gab aber von Anfang an Stimmen, die einen Termin im Jahr 2020 für realistischer hielten.

## Namensgebung
Chalidschi bedeutet „vom Golf“ und wurde im Dezember 2009 als Name für die neue Währung als zu unspezifisch abgelehnt. Der Name sei einer Währung nicht angemessen, die nach dem Euro zur zweitwichtigsten Gemeinschaftswährung der Welt werden kann. Über alternative Namen lagen im Jahr 2011 keine Informationen vor.

## Aktuelle Währungen der Mitgliedstaaten
Nach aktuellem Stand werden der Bahrain-Dinar, der Katar-Riyal, der Kuwait-Dinar und der Saudi-Riyal durch die neue Gemeinschaftswährung ersetzt.
| Land                         | Währung       | Kürzel | Anbindung                                       |
| ---------------------------- | ------------- | ------ | ----------------------------------------------- |
| Bahrain                      | Bahrain-Dinar | BHD    | US-Dollar zum Kurs 1 USD = 0,376 BHD            |
| Katar                        | Katar-Riyal   | QAR    | US-Dollar zum Kurs 1 USD = 3,64 QAR             |
| Kuwait                       | Kuwait-Dinar  | KWD    | Währungskorb, Zusammensetzung nicht offengelegt |
| Saudi-Arabien                | Saudi-Riyal   | SAR    | US-Dollar zum Kurs 1 USD = 3,75 SAR             |
| Beitritt verschoben          |               |        |                                                 |
| Oman                         | Omani Rial    | OMR    | US-Dollar zum Kurs 1 USD = 0,3845 OMR           |
| Vereinigte Arabische Emirate | VAE-Dirham    | AED    | US-Dollar zum Kurs 1 USD = 3,6725 AED           |